# Гексахлороиридат(IV) калия
Гексахлороиридат(IV) калия — неорганическое вещество, 
комплексная соль иридия, калия и соляной кислоты с формулой K2[IrCl6], 
красновато-черные кристаллы, 
растворяется воде.

## Получение
- Обменная реакция с более растворимым гексахлороиридатом(IV) натрия:

{\displaystyle {\mathsf {Na_{2}[IrCl_{6}]+2KCl\ {\xrightarrow {}}\ K_{2}[IrCl_{6}]+2NaCl}}}
- Высокотемпературное хлорирование иридия в присутствии хлорида калия:

{\displaystyle {\mathsf {Ir+2Cl_{2}+2KCl\ {\xrightarrow {T}}\ K_{2}[IrCl_{6}]}}}

## Физические свойства
Гексахлороиридат(IV) калия образует красновато-черные кристаллы
кубической сингонии,
пространственная группа F m3m,
параметры ячейки a = 0,976 нм, Z = 4.
Растворяется в воде, не растворяется в этаноле.

## Химические свойства
- Разлагается при нагревании:

{\displaystyle {\mathsf {K_{2}[IrCl_{6}]\ {\xrightarrow {480-840^{o}C}}\ Ir+2KCl+2Cl_{2}}}}
- При нагревании в присутствии хлорида калия восстанавливается до гексахлороиридата(III) калия:

{\displaystyle {\mathsf {2K_{2}[IrCl_{6}]+2KCl\ {\xrightarrow {T}}\ 2K_{3}[IrCl_{6}]+Cl_{2}}}}
- Восстанавливается в слабо щелочных растворах:

{\displaystyle {\mathsf {4K_{2}[IrCl_{6}]+4KOH\ {\xrightarrow {}}\ 4K_{3}[IrCl_{6}]+O_{2}+2H_{2}O}}}